# Laguna Niguel
Laguna Niguel is een plaats (city) in de Amerikaanse staat Californië, en valt bestuurlijk gezien onder Orange County.

## Demografie
Bij de volkstelling in 2000 werd het aantal inwoners vastgesteld op 61.891.
In 2006 is het aantal inwoners door het United States Census Bureau geschat op 64.771, een stijging van 2880 (4.7%).

## Overleden
- Wynne Gibson (1903-1987), Amerikaans actrice en zangeres
- Lee Dorman (1942–2012), Amerikaans basgitarist (Iron Butterfly)

## Geografie
Volgens het United States Census Bureau beslaat de plaats een oppervlakte van
38,2 km², waarvan 38,0 km² land en 0,2 km² water.

## Plaatsen in de nabije omgeving
De onderstaande figuur toont nabijgelegen plaatsen in een straal van 16 km rond Laguna Niguel.